# Gare de Sidi Aïch
La gare de Sidi Aïch est une gare ferroviaire algérienne située sur le territoire de la commune de Sidi Aïch, dans la wilaya de Béjaïa.

## Situation ferroviaire
La gare de Sidi Aïch est située dans le centre-ville de Sidi Aïch, sur la ligne de Beni Mansour à Béjaïa, où elle est précédée de la gare de Takrietz-Seddouk et suivie de celle de Lotta.

## Service des voyageurs

### Desserte
La gare de Sidi Aïch est desservie par les trains régionaux des liaisons Alger - Béjaïa et Beni Mansour - Béjaïa.